# Anancus arvernensis
Anancus arvernensis (лат.) — вид крупных вымерших хоботных из рода ананкусов семейства гомфотериевых. Жили в раннем плиоцене — раннем плейстоцене юга Европы и Азии. Это типовой и наиболее изученный вид ананкусов.
Зубная формула взрослого Anancus arvernensis {\displaystyle I{1 \over 0}C{0 \over 0}P{0 \over 0}M{3 \over 3}}.

## Подвиды
- Anancus arvernensis alexeevae Bajguscheva, 1971 — поздний плиоцен и ранний плейстоцен Северо-Восточного Приазовья (Ливенцовка, Хапры), Таманского полуострова ((?) Цимбал), Северного Кавказа ((?) Псекупс (станица Саратовская), (?) Малгобек (Моздок), (?) Ляпино (Мариуполь), (?) Сабля, (?) Грозный) и Югославии ((?) Веленье).
- Anancus arvernensis arvernensis Croizet et Jobert, 1828 — плиоцен Европы (Франция и Италия (Перрье, Тоскана, Тревокс, Сполето), Румыния (Стонна), Россия (Косякино), Молдова ((?) Дерменджи), и так далее).
- Anancus arvernensis brevirostris Gervais et Serres — плиоцен Европы (Франция (Монпелье), Молдова ((?) Цареука)).
- Anancus arvernensis chilhiacensis Boeuf, 1992 — ранний плейстоцен Европы (Франция (Шилак), Нидерланды (Eastern Scheld Estuary)).
- Anancus arvernensis falconeri Osborn — ранний плейстоцен Европы (Великобритания (Вестлетон, Дербшир)).
- Anancus arvernensis sinensis Hopwood — средний плиоцен Китая.